# Rait Alarcón
Rait Danilo Alarcón Matta (Lima, 5 de agosto de 2005) es un futbolista peruano. Juega como defensa y su equipo actual es el Alianza Lima de Perú. Es internacional con la Selección de fútbol sub-20 del Perú.

## Trayectoria
Se formó en las divisiones menores de Alianza Lima, donde llegó a disputar el Torneo de Reservas. En 2025 fue presentado como parte del primer equipo, aunque suele ser alineado con el equipo de reserva que compite en la Liga3.

## Estadísticas

### Clubes
Actualizado al último partido disputado el 20 de julio de 2025.
| Club                   | Div.          | Temporada     | Liga  | Liga  | Copas nacionales | Copas nacionales | Copas internacionales | Copas internacionales | Total | Total |
| Club                   | Div.          | Temporada     | Part. | Goles | Part.            | Goles            | Part.                 | Goles                 | Part. | Goles |
| ---------------------- | ------------- | ------------- | ----- | ----- | ---------------- | ---------------- | --------------------- | --------------------- | ----- | ----- |
| Alianza Lima II · Perú | 3.ª           | 2025          | 11    | 0     | —                | —                | 11                    | 0                     | 11    | 0     |
| Alianza Lima II · Perú | Total club    | Total club    | 11    | 0     | 0                | 0                | 11                    | 0                     | 11    | 0     |
| Alianza Lima · Perú    | 1.ª           | 2025          | 0     | 0     | —                | —                | 0                     | 0                     | 0     | 0     |
| Alianza Lima · Perú    | Total club    | Total club    | 0     | 0     | 0                | 0                | 0                     | 0                     | 0     | 0     |
| Total carrera          | Total carrera | Total carrera | 11    | 0     | 0                | 0                | 11                    | 0                     | 11    | 0     |

### Selecciones
Actualizado el 27 de junio de 2024.
| Selección                                                                       | Temporada     | Amistosos | Amistosos | Sudamérica(1) | Sudamérica(1) | Total | Total |
| Selección                                                                       | Temporada     | Part.     | Goles     | Part.         | Goles         | Part. | Goles |
| ------------------------------------------------------------------------------- | ------------- | --------- | --------- | ------------- | ------------- | ----- | ----- |
| Sub-20 · Perú                                                                   | 2024          | 2         | 0         | 0             | 0             | 2     | 0     |
| Sub-20 · Perú                                                                   | Total         | 2         | 0         | 0             | 0             | 2     | 0     |
| Total carrera                                                                   | Total carrera | 2         | 0         | 0             | 0             | 2     | 0     |
| (1) Incluye los partidos de la Copa América y las Clasificatorias Sudamericanas |               |           |           |               |               |       |       |